# Dewittea atrofusca
Dewittea atrofusca är en kackerlacksart som beskrevs av Hanitsch 1938. Dewittea atrofusca ingår i släktet Dewittea och familjen småkackerlackor. Inga underarter finns listade i Catalogue of Life.